# Jack Ketch
John Ketch († 1686), allgemein bekannt als Jack Ketch, war ein englischer Scharfrichter (Henker) unter König Karl II. Der irische Einwanderer war vermutlich ab 1663 als Scharfrichter tätig und war für seine brutalen Hinrichtungen berüchtigt. Sein Name wurde zum Synonym für den Tod, den Teufel und den Henker im Allgemeinen.
Die Hinrichtung von William Russell, Lord Russell, am 21. Juli 1683 durch Jack Ketch wird als äußerst blutig überliefert. Die ersten Hiebe der Axt waren unsauber ausgeführt und führten nicht zum Tod des Delinquenten. Danach kursierte ein Pamphlet mit dem Titel The Apologie of John Ketch, Esquire, in dem Ketch behauptet, dass Russell den Kopf nicht richtig auf den Richtblock gelegt hatte und er deshalb beim Schlag abgelenkt war.
Als zwei Jahre später, am 15. Juli 1685, der Duke of Monmouth zum Schafott ging, gab er Jack Ketch Geld, damit er seine Sache besser verrichte als seinerzeit bei Russell. Dennoch benötigte Ketch auch diesmal mehrere Hiebe (die Quellen sprechen von bis zu acht Schlägen mit der Axt) und trennte den Kopf letztendlich mit einem Messer vom Körper ab.

## Jack Ketch in der Literatur
Jack Ketch kommt in mehreren Romanen und Erzählungen vor, etwa in David Copperfield von Charles Dickens (1849) oder im Barock-Zyklus von Neal Stephenson (2003–2004). Im Roman Der Messingmann von Neal Asher (2004) wählt eine AI diesen Namen für sich.
Der Schriftsteller Dallas Mayr (1946–2018) wählte sein Pseudonym Jack Ketchum nach dem berüchtigten Henker.